# Sporofaciens
Sporofaciens es un género de bacterias grampositivas de la familia Lachnospiraceae. Actualmente (2023) sólo contiene una especie: Sporofaciens musculi. Fue descrita en el año 2021. Su etimología hace referencia a la formación de esporas. El nombre de la especie hace referencia a ratón. Es anaerobia estricta, inmóvil y forma esporas. Tiene un tamaño de 0,4-0,8 μm de ancho por 1,8-9,9 μm de largo. Crece de forma individual o en parejas. Forma colonias transparentes con forma irregular. Temperatura de crecimiento óptima de 37 °C. Catalasa positiva. Se ha aislado del intestino de un ratón. 